# Kowala (gromada w powiecie radomskim)
Kowala – dawna gromada, czyli najmniejsza jednostka podziału terytorialnego Polskiej Rzeczypospolitej Ludowej w latach 1954–1972.
Gromady, z gromadzkimi radami narodowymi (GRN) jako organami władzy najniższego stopnia na wsi, funkcjonowały od reformy reorganizującej administrację wiejską przeprowadzonej jesienią 1954 do momentu ich zniesienia z dniem 1 stycznia 1973, tym samym wypierając organizację gminną w latach 1954–1972.
Gromadę Kowala siedzibą GRN w Kowali utworzono – jako jedną z 8759 gromad na obszarze Polski – w powiecie radomskim w woj. kieleckim, na mocy uchwały nr 13i/54 WRN w Kielcach z dnia 29 września 1954. W skład jednostki weszły obszary dotychczasowych gromad Kowala, Ludwinów, Ruda Mała i Dąbrówka Zabłotnia (bez wsi Helenów) ze zniesionej gminy Kowala oraz Rożki ze zniesionej gminy Orońsko w tymże powiecie.
1 października 1954 gromada weszła w skład nowo utworzonego powiatu szydłowieckiego w tymże województwie, gdzie ustalono dla niej 20 członków gromadzkiej rady narodowej.
1 stycznia 1956 gromadę włączono z powrotem do powiatu radomskiego.
31 grudnia 1961 do gromady Kowala przyłączono wsie Młodocin Mniejszy, Augustów, Kończyce, Kosów Mniejszy i Kosów Większy oraz kolonie Kąty, Błonie, Zabierzów, Kończyce, Krychnowice i Kosów PGR ze zniesionej gromady Młodocin oraz wieś Kotarwice z (nie zniesionej) gromady Parznice.
Gromada przetrwała do końca 1972 roku, czyli do kolejnej reformy gminnej. 1 stycznia 1973 reaktywowano gminę Kowala.